# Berryville (Texas)
Berryville è un centro abitato degli Stati Uniti d'America situato nella contea di Henderson dello Stato del Texas.
La popolazione era di 975 persone al censimento del 2010.

## Geografia fisica
Berryville è situata a 32°05′23″N 95°28′09″W (32.089594, -95.469093).
Secondo lo United States Census Bureau, ha un'area totale di 1,30 miglia quadrate (3,40 km²).

## Società

### Evoluzione demografica
Secondo il censimento del 2000, c'erano 891 persone, 355 nuclei familiari e 263 famiglie residenti nella città. La densità di popolazione era di 678,1 persone per miglio quadrato (262,6/km²). C'erano 454 unità abitative a una densità media di 345,5 per miglio quadrato (133,8/km²). La composizione etnica della città era formata dal 93,71% di bianchi, il 3,59% di afroamericani, l'1,35% di nativi americani, lo 0,11% di asiatici, lo 0,11% di altre razze, e l'1,12% di due o più etnie. Ispanici o latinos di qualunque razza erano il 2,81% della popolazione.
C'erano 355 nuclei familiari di cui il 29,0% aveva figli di età inferiore ai 18 anni, il 59,4% aveva coppie sposate conviventi, l'11,5% aveva un capofamiglia femmina senza marito, e il 25,9% erano non-famiglie. Il 22,0% di tutti i nuclei familiari erano individuali e l'11,0% aveva componenti con un'età di 65 anni o più che vivevano da soli. Il numero di componenti medio di un nucleo familiare era di 2,51 e quello di una famiglia era di 2,92.
La popolazione era composta dal 24,2% di persone sotto i 18 anni, l'8,2% di persone dai 18 ai 24 anni, il 25,7% di persone dai 25 ai 44 anni, il 25,8% di persone dai 45 ai 64 anni, e il 16,0% di persone di 65 anni o più. L'età media era di 39 anni. Per ogni 100 femmine c'erano 105,3 maschi. Per ogni 100 femmine dai 18 anni in giù, c'erano 94,0 maschi.
Il reddito medio di un nucleo familiare era di 31.618 dollari e quello di una famiglia era di 35.990 dollari. I maschi avevano un reddito medio di 29.167 dollari contro i 19.853 dollari delle femmine. Il reddito pro capite era di 14.478 dollari. Circa il 13,7% delle famiglie e il 16,4% della popolazione erano sotto la soglia di povertà, incluso il 25,2% di persone sotto i 18 anni e il 6,9% di persone di 65 anni o più.